# Sofia Hjulgrén
Edla Sofia Hjulgrén, född Lundström 28 juni 1875 i Kulla, Åbo och Björneborgs län, död 22 maj 1918 i Viborg, var en finländsk lantdagsledamot för socialdemokraterna.
Hon var dotter till torparen Wilppus Lundström och Eedla Weetriika Nystedt. Från 1897 var hon gift med Antton Hjulgrén. 
Från och med 1914 satt hon i finska lantdagen för socialdemokraterna för östra valkretsen i Viborgs län. Hon fängslades av politiska orsaker och avrättades i Viborg av de vita under finska inbördeskriget.